# Takfir
Il takfir (in arabo ﺗﻜﻔﻴﺮ‎?, takfīr) è la pronuncia islamica di kufra in arabo ﻛﻔﺮة‎?, ossia di "empietà massima" (spesso apostasia), rivolta a chi sia giudicato gravemente e imperdonabilmente empio. Nell'Islam classico questo autorizzava l'autorità costituita a infliggere la condanna a morte al reo, in mancanza di un suo repentino pentimento (che tuttavia non necessariamente comportava la sospensione della pena sic et simpliciter).
Il termine è stato spesso tradotto con la parola "scomunica" ma questo non necessariamente implica l'idea di esecuzione capitale, anche se è corretta l'idea di espellere dalla comunità dei credenti il colpevole di gravissima empietà.
La pronuncia del takfir era resa dalla magistratura di nomina pubblica, previo ascolto dei dotti (ʿulamāʾ), e precisamente dei Muftī, unici legittimati a esprimersi in materia religiosa su fattispecie astratte.
La mancanza quasi sempre dei requisiti di autorevolezza - che deve essere generalmente e sostanziosamente riconosciuta dall'opinione pubblica e dagli altri giurisperiti - fa sì che siano una pura espressione di volontà politica le fatwā di takfir emesse da improvvisati mufti, che in linea di massima non hanno compiuto alcun regolare approfondito studio nelle istituzioni ufficiali di studio del diritto (fiqh) e della shari'a esistenti nel mondo islamico. 
Il takfir era la pena riservata ai non-kharigiti da quanti invece lo erano e, qualora non fosse stato possibile cacciare dalla comunità chi era ritenuto un grave reprobo, decretando quanto meno nei suoi confronti una sorta di "morte civile" che prevedeva l'assenza di qualsiasi rapporto personale o d'affari, i kharigiti ritenevano necessario abbandonare essi stessi la comunità, evidentemente complice di fatto del reo di kufra, con un auto-allontanamento (hijra) simile a quello cui, però, fu costretto nel 622 Maometto con l'Egira.

Da qui l'abbinamento dei due concetti, poi ripresa nel XX secolo, dall'organizzazione terroristica egiziana al-Takfir wa l-Hijra.